# Hyalonema pellucidum
Hyalonema pellucidum är en svampdjursart som beskrevs av Isao Ijima 1894. Hyalonema pellucidum ingår i släktet Hyalonema och familjen Hyalonematidae. Inga underarter finns listade i Catalogue of Life.